# WIBP-CorV
WIBP-CorV és una de les dues vacunes contra la COVID-19 de virus inactivats que desenvolupa Sinopharm.

## Desenvolupament
El 13 d'agost, l'Institut de Productes Biològics de Wuhan va publicar resultats provisionals dels seus assaigs clínics de fase I (96 adults) i fase II (224 adults). L'informe va assenyalar que la vacuna tenia una taxa baixa de reaccions adverses i demostrava immunogenicitat, però per avaluar a llarg termini la seguretat i l'eficàcia requeririen assaigs de fase III.
Sinopharm va dir que l'eficàcia del WIBP-CorV és del 72,51%, inferior al 79,34% d'eficàcia del BBIBP-CorV. El 25 de febrer, la Xina va aprovar WIBP-CorV per a ús general. El 10 de març, la Universitat Cayetano Heredia que va dur a terme els assaigs BBIBP-CorV i WIBP-CorV al Perú va anunciar que volien suspendre i deixar cecs als participants en els assaigs WIBP-CorV per obtenir una menor eficàcia i oferir als participants BBIBP-CorV, que mostrava eficàcia.
Segons el New York Times, el WIBP-CorV només està aprovat per a ús limitat als Emirats Àrabs Units.

## Autoritzacions
Autorització plena
     Autorització d'emergència
     Permesa per viatges
Plena (1)
1. Xina[6]

Emergència (5)
1. Emirats Àrabs Units[7]
2. Filipines[8]
3. Macedònia del Nord[9]
4. Perú[9]
5. Veneçuela[9]

## Administració
2 dosis.